# Forbidden (album)
Pour les articles homonymes, voir Forbidden.
Albums de Black Sabbath
Cross Purposes Reunion (album)
Forbidden est le 18e album studio du groupe de heavy metal britannique Black Sabbath, sorti en 1995. Le titre provisoire de cet album était, au moment de son écriture, The Illusion of Power. Cette pièce contient un couplet de rap du rappeur américain Ice-T, durant le pont de la chanson-titre. Le magazine Blender a estimé que Forbidden « était un embarras, le pire album du groupe », alors que Bradley Torreano du site web AllMusic a donné la cote d'une étoile et demi seulement pour l'album en précisant que « la production est terrible, les chansons ennuyeuses et la performance des musiciens sans inspiration. » Le producteur Ernie-C a aussi travaillé avec Rage Against the Machine et Stone Temple Pilots.

## Liste des titres
1. The Illusion of Power (avec Ice-T)
2. Get a Grip
3. Can't Get Close Enough
4. Shaking Off the Chains
5. I Won't Cry for You
6. Guilty as Hell
7. Sick and Tired
8. Rusty Angels
9. Forbidden
10. Kiss of Death

## Composition du groupe
- Tony Iommi : guitare
- Tony Martin : chant
- Neil Murray : basse
- Cozy Powell : batterie

## Musiciens additionnels
- Geoff Nicholls : claviers
- Ice-T : rap sur The Illusion of Power